# Copa do Norte
A Copa norte de 1970 foi um torneio que valeu também pela primeira fase da Copa Norte–Nordeste, e pela primeira vez foi disputada apenas pelos clubes da Região Norte (Maranhão e Piauí participavam) e foi vencida pelo Nacional Fast Clube. Esse é até hoje o título de maior expressão do clube que é considerado a terceira força do futebol manauara.
Naquele tempo, o Fast Clube contava com um time que era considerado imbatível, e na sequencia emplacou um bi-campeonato amazonense (1970-71). Os participantes, por diversos critérios, foram os principais clubes dos dois estados, foi a única vez em que os três principais times dos dois estados estiveram juntos numa competição regional.

## Classificação Geral
| Classificação - Grupo Norte — Grupo Único | Classificação - Grupo Norte — Grupo Único | Classificação - Grupo Norte — Grupo Único | Classificação - Grupo Norte — Grupo Único | Classificação - Grupo Norte — Grupo Único | Classificação - Grupo Norte — Grupo Único | Classificação - Grupo Norte — Grupo Único | Classificação - Grupo Norte — Grupo Único | Classificação - Grupo Norte — Grupo Único | Classificação - Grupo Norte — Grupo Único |
| Time                                      | Time                                      | PG                                        | J                                         | V                                         | E                                         | D                                         | GP                                        | GC                                        | SG                                        |
| ----------------------------------------- | ----------------------------------------- | ----------------------------------------- | ----------------------------------------- | ----------------------------------------- | ----------------------------------------- | ----------------------------------------- | ----------------------------------------- | ----------------------------------------- | ----------------------------------------- |
| 1                                         | Fast                                      | 7                                         | 5                                         | 2                                         | 3                                         | 0                                         | 9                                         | 5                                         | +4                                        |
| 2                                         | Tuna Luso                                 | 7                                         | 5                                         | 3                                         | 1                                         | 1                                         | 7                                         | 5                                         | +2                                        |
| 3                                         | Paysandu                                  | 6                                         | 5                                         | 1                                         | 4                                         | 0                                         | 6                                         | 5                                         | +1                                        |
| 4                                         | Remo                                      | 4                                         | 5                                         | 1                                         | 2                                         | 2                                         | 4                                         | 6                                         | -2                                        |
| 5                                         | Rio Negro                                 | 4                                         | 5                                         | 1                                         | 2                                         | 2                                         | 7                                         | 9                                         | -2                                        |
| 6                                         | Nacional                                  | 2                                         | 5                                         | 0                                         | 2                                         | 3                                         | 3                                         | 6                                         | -3                                        |

## Campeão Geral
| Copa Norte 1970 |
| Amazonas        |
| Fast 1º Título  |
| --------------- |